# Benenitra
Benenitra è una città e comune del Madagascar situata nel distretto di Benenitra, regione di Atsimo-Andrefana. 
La popolazione del comune rilevata nel censimento 2001 era pari a 8 380 unità.